# زباديات
الزباديات (Viverridae) عائلة تتميز بأجسامها ذات الحجم المتوسط؛ الخطم لديها طويل قليلا، وأرجلها قصيرة، وأقدامها صغيرة ذات مخالب طويلة، والبعض منها قصير؛ وقد تنكمش في بعض الأنواع؛ وأشهر حيواناتها الزَباد والزريقاء ومن بعض الأجناس التي تندرج ضمنه :
- جنس النمس ذو الشعر الخشن ومنه النمس الهندي الرمادي
- جنس النمس ذو الذيل الأبيض ومنه النمس أبيض الذنب
- جنس الرباح ومنه الرباح العربي